# 小林芳雄 (農林水産官僚)
小林 芳雄（こばやし よしお 1949年〈昭和24年〉 - ）は、日本の農林水産官僚。長野県出身。

## 人物
1949年長野県に生まれ、農家に育つ。1973年農林省入省。同期の須賀田菊仁とエースと呼ばれ、次官候補であった。各課の課長補佐を経て、1990年農蚕園芸局種苗課長。1997年に官房三課長の予算課長となる。2001年に生産局長となり水産庁長官から2006年、1970年入省の石原葵から3年スライドして事務次官となるが、2007年に遠藤武彦農水大臣の不祥事の影響もあり辞職する。

## 略歴
- 東京大学法学部卒業
- 1973年（昭和48年）4月：農林省入省
- 構造改善局農政部管理課課長補佐(企画班担当)
- 大臣官房予算課課長補佐(予算編成班担当)
- 農林水産大臣秘書官事務取扱
- 農林水産省食品流通局企業振興課外食産業室長
- 1990年（平成2年）7月：農林水産省農蚕園芸局種苗課長
- 1991年：農林水産省経済局農業協同組合課長
- 食糧庁管理部企画課長
- 食糧庁総務部企画課長
- 1996年（平成8年）：水産庁漁政部漁政課長
- 1997年（平成9年）：農林水産省大臣官房予算課長
- 1999年：水産庁漁政部長
- 2001年（平成13年）：農林水産省生産局長
- 農林水産省大臣官房総括審議官
- 2003年：農林水産省大臣官房長
- 2005年（平成17年）7月：水産庁長官
- 2006年（平成18年）8月：農林水産事務次官
- 2007年（平成19年）9月：辞職
- 株式会社農林中金総合研究所顧問
- 2015年（平成27年）7月：一般財団法人大日本蚕糸会会頭[6]

## その他
- 同期には須賀田菊仁（生産局長、経営局長。病気により死去）、篠原孝、関川和孝（食糧庁総務部長、東北大法卒）、林正徳（統計情報部長、横国大経卒）らがいる。